# Vital’O FC
Der Vital’O Football Club ist ein burundischer Fußballklub mit Sitz in der Stadt Bujumbura. Mit 21 Meisterschaften ist der Klub amtierender Rekordmeister seines Landes.

## Geschichte
Er wurde im Jahr 1957 als Rwanda Sport Football Club gegründet. Im Jahr 1971 nahm man den Namen ALTECO an, im Jahr 1973 Tout Puissant Bata und nach einer Fusion mit Rapid wurde man Espoir, welche bereits 1969 auch ihre erste bekannte Meisterschaft feierten. 1972 nahm man dann den heutigen Namen Vital’O an.
Ab dem Jahr 1979 sammelte die Mannschaft dann mit zwei Ausnahmen bis 1986 in jedem Jahr die Meisterschaft ein. Als einzigen Konkurrenten um den Titel gab zu dieser Zeit Inter FC und später AS Inter Star. In den nächsten Jahrzehnten verlor man zwar etwas von seiner Dominanz sammelte aber trotzdem weiter Meisterschaften. Seit den 2010er Jahren sind einige neue Klubs in die direkte Konkurrenz aufgerückt, womit die letzte Meisterschaft des Klubs aus der Saison 2015/16 stammt.

## Erfolge
- Brundischer Meister (21)
  - 1971, 1979, 1980, 1981, 1983, 1984, 1986, 1990, 1994, 1996, 1998, 1999, 2000, 2006, 2007, 2009, 2010, 2012, 2015, 2016, 2024
- Burundischer Pokalsieger (14)
  - 1982, 1985, 1986, 1988, 1989, 1991, 1993, 1994, 1995, 1996, 1997, 1999, 2015, 2018
- CECAFA Club Cup (1)
  - 2013
- African Cup Winners’ Cup
  - Finalist: 1992